# Décorations du département de la Marine des États-Unis
Les décorations militaires du département de la Marine des États-Unis sont des décorations militaires qui sont décernées aux membres de la Marine et du Corps des Marines sous l'autorité du secrétaire à la Marine.
Ces décorations peuvent aussi être décernées aux membres des quatre autres branches de l'armée des États-Unis, du moment qu'ils aient servi sous le commandement du corps des Marines ou de la marine. Réciproquement, un marin ou un Marine peut recevoir des médailles et des décorations d'une autre branche de l'armée, s'il a servi sous le commandement de ce service.
Les marins et les Marines peuvent également recevoir des décorations inter-services, certaines décorations étrangères et des décorations internationales.

## Médaille de la marine et du corps des marines
| Navy Cross | Navy Distinguished Service Medal | Navy and Marine Corps Medal | Navy and Marine Corps Commendation Medal | Navy and Marine Corps Achievement Medal |
| ---------- | -------------------------------- | --------------------------- | ---------------------------------------- | --------------------------------------- |
|            |                                  |                             |                                          |                                         |
|            |                                  |                             |                                          |                                         |

## Médailles de missions
| Navy Expeditionary Medal* | Marine Corps Expeditionary Medal** |
| ------------------------- | ---------------------------------- |
|                           |                                    |
|                           |                                    |

## Médailles pour bonne conduite
| Navy Good Conduct Medal* | Marine Corps Good Conduct Medal** | Naval Reserve Meritorious Service Medal* | Selected Marine Corps Reserve Medal** |
| ------------------------ | --------------------------------- | ---------------------------------------- | ------------------------------------- |
|                          |                                   |                                          |                                       |
|                          |                                   |                                          |                                       |

## Distinctions régimentaires pour la Marine et le Corps des Marines
| Navy and Marine Corps Presidential Unit Citation | Navy Unit Commendation | Navy Meritorious Unit Commendation | Navy "E" Ribbon |
| ------------------------------------------------ | ---------------------- | ---------------------------------- | --------------- |
|                                                  |                        |                                    |                 |

## Rubans de la Marine et du Corps des marines
| Combat Action Ribbon                      | Sea Service Deployment Ribbon         | Navy & Marine Corps Overseas Service Ribbon | Arctic Service Ribbon (en)                  |
| ----------------------------------------- | ------------------------------------- | ------------------------------------------- | ------------------------------------------- |
|                                           |                                       |                                             |                                             |
| Navy Recruiting Service Ribbon (en)*      | Marine Corps Recruiting Ribbon (en)** | Navy Recruit Training Service Ribbon (en)*  | Marine Corps Drill Instructor Ribbon (en)** |
|                                           |                                       |                                             |                                             |
| Marine Corps Security Guard Ribbon (en)** | Navy Rifle Marksmanship Ribbon*       | Navy Pistol Marksmanship Ribbon*            | Navy Ceremonial Guard Ribbon (en) *         |
|                                           |                                       |                                             |                                             |
| Navy Recruit Honor Graduate Ribbon*       |                                       |                                             |                                             |
|                                           |                                       |                                             |                                             |

| Naval Reserve Sea Service Ribbon |
| -------------------------------- |
|                                  |

### Distinctions civiles du ministère de la Marine
Distinguished Civilian Service Award

 Superior Civilian Service Award

 Meritorious Civilian Service Award

 Civilian Service Commendation Medal

 Civilian Service Achievement Medal

 Distinguished Civilian Medal for Valor

 Superior Civilian Medal for Valor

 Angela M. Houtz Medal for Fallen Civilians

 Captain Robert Dexter Conrad Award for Scientific Achievement

 Distinguished Achievement in Science Award

 Distinguished Public Service Award

 Superior Public Service Award

 Meritorious Public Service Award

## Décorations de spécialité

### U.S. Navy
| Navy Expert Rifleman Medal | Navy Expert Pistol Shot Medal |
| -------------------------- | ----------------------------- |
|                            |                               |
|                            |                               |

| Navy Rifle Sharpshooter Ribbon | Navy Pistol Sharpshooter Ribbon | Navy Rifle Marksmanship Ribbon | Navy Pistol Marksmanship Ribbon |
| ------------------------------ | ------------------------------- | ------------------------------ | ------------------------------- |
|                                |                                 |                                |                                 |

| Récompenses et insignes pour les compétitions de tir autorisées par la Marine |
| ----------------------------------------------------------------------------- |
|                                                                               |

### U.S. Marine Corps
| Récompenses et insignes des compétitions de tir autorisées par le Corps des Marines |
| --- |
| |
| L'insigne du trophée Lauchheimer, les insignes de compétition de carabine/pistolet au niveau national/interne/du corps des Marines, l'insigne d'entraînement annuel de l'escouade de carabine et les insignes de compétition de carabine/pistolet au niveau de la division sont décernés en or, en argent et en bronze. |